# Темоаянский отоми
Темоаянский отоми (Ñatho, Otomi de San Andrés Cuexcontitlan, Temoaya Otomi, Toluca Otomí) — одна из разновидностей языка отоми, на котором говорят в 16 коммунах муниципалитета Темояя штата Мехико в Мексике — в Сан-Педро-Абахо, Сан-Педро-Арриба, Хикипилько-эль-Вьехо, Энтави.